# خرده‌دهقانان (فیلم ۲۰۲۳)
خرده‌دهقانان (لهستانی: Chłopi) یک پویانمایی ویژهٔ بزرگسالان در سبک درام تاریخی به کارگردانی دوروتا کوبیلا و هیو ولچمن است که در سال ۲۰۲۳ منتشر شد. این فیلم برپایهٔ رمان مشهور خرده‌دهقانان اثر ووادیسواف ریمونت (که بابت نگارش آن برندهٔ جایزه نوبل ادبیات شده بود) و در همان سبک وسیاق پویانمایی دوستدار تو، ونسان ساخته شد. در این انیمیشن آثاری از هنرمندان نامدار لهستان همچون جوزف چلمونسکی، فردینانت روشچیچ و لئون ویتسوکفسکی (از جمله «لک‌لک‌ها»، «دُرناها» و «تابستان هند») نمایش داده می‌شود.

## گزیدهٔ بازیگران
- کامیلا اوژندوفسکا
- میروسواف باکا
- اوا کاسپژیک
- آندژی کونوپکا
- دوروتا استالینسکا
- سزاری ووکاشویچ
- ماوگوژاتا کوژوخوفسکا
- سونیا بوخوشیه‌ویچ
- ماچئی موسیاو
- یولیا وینیاوا
- آندژی ماستالش
- لخ دیبلیک
- ماتئوش روشین